# Stazione di Torre del Lago Puccini
Stazione di Torre del Lago Puccini vasútállomás Olaszországban, Viareggio település Torre del Lago Puccini frazionéjában.

## Vasútvonalak
Az állomást az alábbi vasútvonalak érintik:
- Pisa–La Spezia–Genova-vasútvonal

## Kapcsolódó állomások
A vasútállomáshoz az alábbi állomások vannak a legközelebb:
- Stazione di Migliarino Pisano
- Stazione di Viareggio Scalo